# Фотосинтеза
Фотосинтеза (из grčkog φώτο- [фото-], „светлост“ и , „спајање с нечим“) је процес претварања светлосне енергије у хемијску и њено чување у виду молекула шећера. Процес фотосинтезе се одвија у биљкама, те у неким бактеријама и алгама, које у својим ћелијама имају хлорофил. За процес фотосинтезе биљкама је неопходан угљен-диоксид, вода и сунчева енергија. Процес се одвија у хлоропластима, малим органелама у цитоплазми биљних ћелија које садрже зелени пигмент звани хлорофил. Фотосинтеза се највећим делом одвија у листовима биљака, а веома мало или никако у другим деловима биљке (стаблу, корену и др.)
Организми који врше процес фотосинтезе се називају фотоаутотрофи, јер им тај процес омогућава да сами себи производе храну. Као нуспроизвод процеса фотосинтезе испушта се кисеоник. Управо због те чињенице, фотосинтеза је од виталног значаја за живот на Земљи. Поред одржавања нивоа кисеоника у атмосфери, готово сва жива бића су директно или индиректно везана за фотосинтезу као извор енергије или хране. (изузетак су хемоаутотрофи који живе у стенама или око хидротермалних извора у океанским дубинама). Количина енергије која се произведе током процеса фотосинтезе је изузетно велика, отприлике 100 теравата, што је око шест пута веће од укупне потрошње енергије целог човечанства. Поред енергије, фотосинтеза је такође и извор угљеника у свим органским супстанцама у телима живих бића. Свеукупно, организми који врше фотосинтезу претворе око 100 милијарди тона угљеника годишње у биомасу.
Иако се фотосинтеза може одвијати на разне начине код различитих врста, неке основне карактеристике су исте. На пример, процес увек почиње са светлосном енергијом коју апсорбују беланчевине зване фотосинтетички реакциони центри који садрже хлорофил. У биљкама, ове беланчевине се налазе унутар хлоропласта, док су код бактерија садржане у мембрани цитоплазме. Део сунчеве енергије која се прикупи преко хлорофила се чува у облику аденозин трифосфата (ATP). Остатак енергије се користи за уклањање електрона из супстанци као што је вода. Ови електрони се затим користе у реакцијама у којима се угљен-диоксид претвара у органске супстанце. У биљкама, алгама и цијанобактеријама овај процес се одвија у низу реакција познатом као Калвинов циклус, међутим он је различит у неким бактеријама, попут инверзног Кребсовог циклуса у бактеријама Chlorobium. Многи фотосинтетички организми су развили одређена прилагођавања процеса фотосинтезе којима се концентрише или ускладиштава угљен-диоксид. Овим се помаже одвијање процеса фотореспирације, у којем се може потрошити значајан део шећера који је настао током фотосинтезе.

## Еволуција
Фотосинтеза у живом свету се појавила релативно рано у току еволуције када је готово сав живот на Земљи био у форми микроорганизама, а атмосфера садржавала много више угљен-диоксида него данас. Први фотосинтетички организми су вероватно еволуирали пре око 3,5 милијарди година, а користили су водоник и водоник сулфид као изворе електрона, пре него воду. Цијанобактерије су се појавиле касније, пре око 3 милијарди година, те трајно измениле изглед Земље када су почеле са испуштају кисеоник у атмосферу пре 2,4 милијарди година. Овакво измењена атмосфера је омогућила еволуцију комплекснијих облика живота као што су протисти. Много касније, пре око милијарду година, неки од протиста су формирали симбиотске везе са цијанобактеријама, чинећи тако претке данашњих биљака и алги. Хлоропласти у данашњим биљкама су потомци ових древних симбиотских цијанобактерија.
Сматра се да су праисторијски фотосинтетички системи, попут оних код зелених и ружичастих бактерија, били бескисеонични, а користили су разне молекуле као изворе електрона. За зелене и ружичасте сумпорне бактерије сматра се да су користиле водоник и сумпор као изворе електрона, док су зелене несумпорне бактерије користиле аминокиселине и друге органске киселине. Пронађени су фосили за које се сматра да су били филаментски фотосинтетички организми, а њихова старост се процењује на 3,4 милијарди година. Главни извор кисеоника у Земљиној атмосфери је кисеонична фотосинтеза, а њена прва појава се понекад назива и кисеонична катастрофа. Геолошки докази показују да је кисеонична фотосинтеза, попут оне у цијанобактеријама, постала важна током палеопротерозоика пре око 2 милијарде година. Модерна фотосинтеза у биљкама и већини фотосинтетичких прокариота је кисеонична. Кисеонична фотосинтеза користи воду као извор електрона која се оксидује до молекула кисеоника у фотосинтетичким реакционим центрима.

### Симбиоза и порекло хлоропласта
Неколико група животиња је формирало симбиотске везе са фотосинтетичким алгама. Такве симбиозе су најчешће код корала, сунђера и морских анемона могуће и зато што ове животиње имају релативно једноставну анатомију и велику површину тела у односу на запремину. Поред тога, неколико мекушаца као што су Elysia viridis и Elysia chlorotica такође имају симбиотску везу са хлоропластима које црпе из хране алгама, те их затим чувају у организму. Тиме се омогућава овим мекушцима да преживе неколико месеци искључиво хранећи се путем фотосинтезе. Неки гени из биљних ћелијских језгра су пренесени у мекушце тако да хлоропласти могу да се снабдевају са беланчевинама неопходним за преживљавање.
Чак и ближи облици симбиозе могу да објасне порекло хлоропласта. Хлоропласти имају доста сличности са цијанобактеријама укључујући и циркуларне хромозоме, рибозоме прокариотског типа и сличне беланчевине у фотосинтетичким реакционим центрима. По ендосимбиотској теорији сматра се да су фотосинтетичке бактерије спојене са раним еукариотским ћелијама путем ендоцитозе, чиме су се формирале прве биљне ћелије. По тој теорији, хлоропласти би могли бити фотосинтетичке бактерије које су се прилагодиле на живот унутар биљне ћелије. Попут митохондрија, хлоропласти и данас имају своју властиту ДНК, која је одвојена од ДНК ћелијског језгра биљке домаћина, а гени у ДНК хлоропласта су слични онима у цијанобактеријама.

### Цијанобактерије и еволуција фотосинтезе
Биохемијски капацитет коришћења воде као извора електрона у процесу фотосинтезе је настао код заједничких предака изумрлих цијанобактерија. Геолошки подаци показују да се овај догађај одвијао у раној прошлости планете Земље, пре најмање 2,45 до 2,32 милијарди године, а могуће чак и много раније. Доступни докази из геобиолошких студија седиментних стена (од пре 2,5 милијарди година) су показали да је живот на Земљи постојао пре 3,5 милијарди година, али је путање када је еволуирала кисеоничка фотосинтеза остало не одговорено. Међутим, палеонтолошки подаци су показали да за период од пре 2 милијарди година, већ постоје бројни различити облици зелено-плавих цијанобактерија, који су основни примарни произвођачи током протерозоика (пре око 2,5 милијарде до пре 543 милиона година). Зелене алге су се придружиле зелено-плавим бактеријама као примарни произвођачи у подручјима континенталног прага на крају протерозоика, а тек у мезозоику (од пре 251 до пре 65 милиона година) динофлагелати, coccolitoforidi и диатоми су преузели улогу примарних произвођача у морској води, готово у данашњем облику. Сматра се да су цијанобактерије остале од великог значаја за морске екосистеме као агенти за биолошко фиксирање азота, а у измењеној форми, као пластиди морских алги.

## Преглед процеса
Фотосинтетички организми су фотоаутотрофи, што значи да су у могућности да синтетишу храну директно из угљен-диоксида користећи енергију светлости. Међутим, не користе сви организми светлост као извор енергије за фотосинтезу; постоје и фотохетеротрофи који уместо угљен-диоксида користе органске супстанце као извор угљеника. У биљкама, алгама и цијанобактеријама, при фотосинтези се ослобађа кисеоник (оксиген). Овај процес је назива оксигенска фотосинтеза. Иако постоје мање разлике у процесу оксигенске фотосинтезе у биљкама, алгама и цијанобактеријама, свеукупни процес је доста сличан у тим живим бићима. Међутим, постоје неки типови бактерија код којих се врши процес некисеоничне фотосинтезе, која такође троши угљен-диоксид, али не испушта кисеоник.
Угљен-диоксид се претвара у шећер у процесу који се назива фиксирање угљеника. Та реакција спада у редокс реакције, тако да је при фотосинтези неопходно имати и извор енергије за ток самог процеса као и извор електрона који су потребни за претварање угљен-диоксида у угљене хидрате, што је реакција редукције. У принципу, фотосинтеза је процес супротан процесу ћелијског дисања, када се глукоза и друге супстанце оксидирају и производе угљен-диоксид, воду, те отпуштају хемијску енергију. Међутим, ова два процеса се дешавају преко два различита низа хемијских реакција и у различитим ћелијским деловима (органелама).
Основна једначина фотосинтезе је:
{\displaystyle \mathrm {2nCO_{2}+2nH_{2}A+fotoni\longrightarrow \;2(CH_{2}O)_{n}+nO_{2}+2nA} }
угљен-диоксид + донор електрона + светлосна енергија → угљени хидрати + кисеоник + оксидовани донор електрона
Пошто се вода користи као извор електрона у оксигенској фотосинтези, једначина овог процеса је следећа:
{\displaystyle \mathrm {2nCO_{2}+2nH_{2}O+fotoni\longrightarrow \;2(CH_{2}O)_{n}+2nO_{2}} }
угљен-диоксид + вода + светлосна енергија → угљени хидрати + кисеоник
Код других облика фотосинтезе (који се проучавају код микроба у лабораторији) уместо воде користе се друге супстанце као извори електрона, попут арсенита; при чему микроби уз помоћ сунчеве светлости оксидују арсенит у арсенат. Једначина за ову реакцију је:
{\displaystyle \mathrm {(AsO_{3}^{3-})+CO_{2}+fotoni\longrightarrow \;CO+(AsO_{4}^{3-})} }
угљен-диоксид + арсенит + светлосна енергија → арсенат + угљен-моноксид (који се даље користи за синтезу других супстанци)
Фотосинтеза се одвија у две фазе. У првој фази, у реакцијама које зависе од светлости или светлосним реакцијама хвата се енергија сунца (или другог извора светлости) и користи у прављењу молекула у којима се складишти енергија:  и NADPH. У току друге фазе, у реакцијама које не зависе од светлости користе се ови производи да се ухвати и редукује угљен-диоксид.
Већина организама у којима се врши фотосинтеза и испушта кисеоник користи видљиви део спектра за фотосинтезу, али су откривена најмање три организма који користе инфрацрвену светлост.

## Фазе фотосинтезе

### Светла фаза (фотохемијска фаза)
У хлоропластима се на тилакоидима налазе пигменти и ензими који заједно награде два фотосистема: ФС1 и ФС2.
Када молекул хлорофила апсорбује светлост, његов електрон на спољној орбитали постаје побуђен, услед вишка енергије, па напушта молекул хлорофила. Ослобођени електрон прихватају преносиоци (транспортни ланац електрона), који су поређани тако да електрон увек са вишег прелази на нижи енергетски ниво. Преласком са вишег на нижи енергетски ниво електрон отпушта део енергије коју прима АДП-а и претвара се у АТП.
АТП представља главни извор енергије у ћелији за све њене функције. Светлосна енергија, претворена у електричну (енергија електрона) је крајње трансформисана у корисну хемијску енергију.
Синтеза АТП у светлој фази фотосинтези назива се фотофосфорилација и може бити:
- циклична, у којој електрон избачен из фотосистема 1 преко низа преносилаца (транспортни ланац електрона) поново враћа у ФС1; у овом процесу не учествује NADP;
- нециклична

У нецикличној фосфорилацији крајњи прималац електрона је коензим NADP који примањем електрона постаје редуковани NADPH. Фотосистем 1 свој изгубљени електрон надокнађује из ФС 2, а ФС 2 надокнађује електрон из воде. Вода се разлаже на кисеоник (одлази у атмосферу) и водоникове јоне које прихвата NADP и постаје NADPH2. Према томе, вода је примарни давалац, а NADP крајњи прималац електрона у светлој фази.
Крајњи производи светле фазе су:
- кисеоник
- и
- редуковани 2.

-{
ATP}- и NADPH2 одлазе у тамну фазу, а кисеоник се испушта у атмосферу.

### Тамна фаза (термохемијска фаза)
Производи светле фазе, ATP (садржи енергију) и NADPH2 (доноси водоник пореклом из воде), се користе у тамној фази да би се неоргански угљеник из CO2 уградио у органска једињења. То се назива фиксација угљеника и изводи се у Калвиновом циклусу у строми хлоропласта. Почетно једињење овог циклуса је истовремено и завршно и назива се рибулозодифосфат (RuDP). Угљен-диоксид из атмосфере улази у ћелију (хлоропласте) и везује се за RuDP (има 5C атома) при чему настаје једно нестабилно једињење са 6 С атома које се разлаже на два молекула фосфоглицеринске киселине (са по три С атома). Да је то први стабилан производ тамне фазе фотосинтезе открио је Калвин и за то откриће 1961. године добио Нобелову награду за хемију. Преко низа производа у току циклуса опет се ствара RuDP.
При окретању једног Калвиновог циклуса у органска једињења се угради један C атома из CO2. Значи, да би настао један молекул фруктозе циклус мора да се окрене 6 пута.

## Фотосинтетичке мембране и органеле
Беланчевине које прикупљају светлост за фотосинтезу су уклопљене унутар ћелијске мембране. Оне су на најједноставнији начин организоване код фотосинтетичких бактерија, где се ове беланчевине налазе унутар плазматске мембране. Међутим, ова мембрана може бити чврсто пресавијена у цилиндричне органеле зване тилакоиди, или сакупљени у округле весикуле зване унутарцитоплазматске мембране. Ове структуре могу заузимати највећи део унутрашњости ћелије, дајући мембрани веома велику површину и на тај начин повећавајући количину светлости коју бактерија може апсорбовати. Код биљака и алги, фотосинтеза се одвија у органелама званим хлоропласти. Просечна биљна ћелија садржи између 10 и 100 хлоропласта. Хлоропласти су повезани путем мембране. Мембрана је начињена од унутрашње фософолипидне мембране, спољне фосфолипидне мембране и простора између мембрана. Унутар мембране је течни флуид звани строма. Строма садржи скуп тилакоида у којима се одвија фотосинтеза. Тилакоиди су плочасти дискови повезани мембраном, са луменом или тилакоидним простором унутар њих. Место где се фотосинтеза одвија је тилакоидна мембрана, у којој се налазе интегрални и периферијски мембрански комплекси беланчевина, укључујући пигменте који апсорбују светлосну енергију, а формирају фотосистеме.
Биљке апсорбују светлост углавном користећи пигмент хлорофил, који је узрок да је већина биљака зелене боје. Поред хлорофила, биљке користе друге пигменте попут каротена и ксантофила. Алге користе хлорофил, али и друге пигменте попут фикоцијанина, каротена и ксантофила код зелених алги; фикоеритрина код црвених алги (Rodophytes) и фукоксантола код смеђих алги и диатома, што резултира великом разноликошћу боја код ових организама.
Ови пигменти су уклопљени у биљке и алге у посебну врсту беланчевина. У таквим беланчевинама сви пигменти су систематски сложени за заједнички рад. Такве беланчевине се такође називају и комплекси који сакупљају светлост. Иако све ћелије у зеленим деловима биљака поседују хлоропласте, највећи део енергије се сакупља у листовима. Ћелије у унутрашњим ткивима листа, зване мезофил, могу садржати између 450 и 800 хиљада хлоропласта по квадратном милиметру листа. Површина листа је равномерно покривена воштаним кутикулама, отпорним на воду, које штите лист од прекомерног исушивања и смањује апсорпцију ултраљубичастог или плавог светла, те се тако смањује загрејавање. Транспарентни слој епидерма омогућава да светлост прође кроз мезофилне ћелије где се одвија и највећи део фотосинтезе.

## Светлосне реакције
У светлосно зависним реакцијама, један молекул пигмента хлорофила апсорбује један фотон и губи један електрон. Овај електрон прелази у модификовану форму хлорофила звану феофитин, који даље шаље електрон према молекулу хинона, омогућујући почетак тока електрона према транспортном ланцу електрона те даље према крајњој редукцији NADP (Никотинамид аденин динуклеотидни фосфат) у NADPH. Поред тога, овај процес производи протонски градијент преко мембране хлоропласта; његова дисперзија се користи при ATP синтази за повезану синтезу аденозин трифосфата. Молекула хлорофила поновно добија изгубљени електрон од молекула воде путем процеса фотолизе, чиме се отпушта молекул кисеоника.
Свеукупна једначина за светлосно зависне реакције под условима нецикличног тока електрона у зеленим биљкама је:
 + светлост → 
Не може свака светлост да подржава процес фотосинтезе. Спектар светлости при којем је могуће вршити фотосинтезу зависи од типа и врсте пигмента који се налази у биљци. На пример, код зелених биљака, најинтензивнија фотосинтеза се одвија у подручјима љубичасто-плаве и црвене светлости. Код црвених алги, тај спектар се преклапа са апсорпционим спектром фикобилина у плаво-зеленом подручју спектра, што омогућава овим алгама да расту у дубљим водама у којима је светлост дужих таласних дужина већ апсорбована од стране зелених биљака. Неапсорбовани део светлосног спектра је тај који даје боју организмима (нпр. зелене биљке, црвене алге, ружичасте бактерије) те је та светлост најмање ефикасна за фотосинтезу у тим организмима (тј. зелена светлост не игра велику улогу при фотосинтези код зелених биљака итд).

## Реакције независне од светлости

### Калвинов циклус
Код реакција које не зависе од светлости или тзв. тамних реакција, ензим рибулоза-бисфосфатна карбоксилаза (Rubisco) хвата угљен-диоксид из атмосфере, те у процесу који захтева новоформирани NADPH, званом Калвин-Бенсонов циклус, отпуштају се триозе (трикарбонски шећери), који се накнадно спајају у облику глукозе и скроба. Свеукупна једначина светлосно независних реакција код зелених биљака гласи:
-фосфат + 
Прецизније, фиксирањем угљеника производи се међупроизвод, који се затим претвара у готове производе у виду угљених хидрата. Угљеникови ланци направљени путем фотосинтезе се затим користе на разне начине у формирању других органских супстанци, као што је синтеза целулозе, као претходница у биосинтези липида и аминокиселина или као гориво у ћелијском дисању. Дисање се не одвија само у биљкама него и у животињама, када енергија из биљака дође до њих путем ланца исхране.
Фиксирање угљеника односно редукција угљен-диоксида је процес у којем се угљен-диоксид спаја са пентозом, рибулозом 1,5 фосфатом (RuBP) да би се направиле два молекула триозе глицерат 3-фосфата (GP), такође позната и као 3-фосфоглицерат (PGA). GP, у присуству ATP-а и NADPH из фотосинтетске светлосне фазе, се редукује до глицералдехид 3-фосфата (G3P). Овај производ се назива и 3-фосфоглицералдехид (PGAL), а негде и триоза фосфат. Триозе су шећери са три атома угљеника. Већина G3P који се произведе (5 од шест молекула) се користи за регенерацију RuBP тако да се процес може наставити. Само један од 6 молекула триозе фосфата се не рециклује и често се кондензује у облику хексоза фосфата, што на крају даје глукозу, скроб и целулозу. Шећери који се произведу путем метаболизма угљеника дају ланце угљеника који се могу користити за друге реакције метаболизма попут синтезе аминокиселина и липида.

## Редослед и кинетика
Свеукупни процес фотосинтезе се може поделити у четири фазе. Прва, пренос енергије у пријемним местима хлорофила се дешава изузетно брзо, време преноса се креће у интервалу од 1 фемтосекунде (1 фемтосекунда ) до 1 пикосекунде (1 пикосекунда ). Следећа фаза, пренос електрона у фотохемијским реакцијама, се одвија у интервалу од пикосекунди до наносекунди (1 наносекунда (ns) = 10−9 s). Трећа фаза, преносни ланац електрона и синтеза ATP-а, се одвија у периоду од микросекунде (1 микросекунда ) до милисекунде (1 милисекунде ). Посљедња фаза, фиксирање угљеника и извоз стабилних производа се одвија у интервалима од милисекунди до пар секунди. Прве три фазе се одвијају у мембранама тилакоида.

## Ефикасност
Биљке обично претварају светлост у хемијску енергију са просечном фотосинтетичком ефикасношћу од 3-6%. Стварна фотосинтетичка ефикасност биљака варира у зависности од фреквенције светлости, њеног интензитета, температуре те концентрације угљен-диоксида у атмосфери, а може се кретати у распону од 0,1% до 8%. У поређењу с тим, соларни панели претварају светлост у електричну енергију са ефикасношћу од 6-20% (код серијских модела панела), па све до 41% код панела у истраживачким лабораторијама.

## Фактори
Три основна фактора утичу на одвијање процеса фотосинтезе:
- светлосно зрачење и таласна дужина
- Концентрација угљен-диоксида
- Температура.

### Интензитет светлости, таласна дужина и температура
Почетком 20. века Фредерик Блекман и Габриел Хауард су испитивали ефекте интензитета светлости и температуре на брзину асимилације (уградње) угљеника.
- При константној температури, брзина уградње угљеника зависи од светлосног зрачења, у почетку се убрзава при појачавању зрачења. Међутим, при вишим нивоима светлосног зрачења ова зависност више не вреди, а брзина уградње угљеника остаје константна на достигнутом нивоу.
- При константном нивоу светлосног зрачења, брзина уградње угљеника се појачава при порасту температуре у одређеном врло ограниченом распону. Овај ефект је примијећен само при високим нивоима светлосног зрачења. При нижим нивоима, повећање температуре има релативно мали утицај на брзину уградње угљеника.

Ова два експеримента објашњавају критичне тачке процеса: најпре, из истраживања је познато да на фотохемијске реакције уопштено не утиче температура. Међутим, ови експерименти су јасно показали да температура утиче на брзину уградње угљеника, тако да се при процесу фотосинтезе мора одвијати најмање два тока реакција до потпуне уградње угљеника. Касније су откривене две фазе: фотохемијска фаза која зависи од светлости и мрачна фаза у којој светлост не игра улогу. Даље, Блекманови експерименти су описали концепт ограничавајућих фактора. Други ограничавајући фактор је таласна дужина. Цијанобактерије, које живе у морским дубинама до неколико метара, не могу добити светлост уобичајене таласне дужине која је потребна да фотоиницира раздвајање набоја у конвенционалним фотосинтетичким пигментима. Да би решиле овај проблем, оне су развиле целу серију беланчевина са различитим пигментима који окружују реакциони центар. Ова јединица се назива фикобилисом.

### Нивои угљен-диоксида и фотореспирација
Док расте концентрација угљен-диоксида, брзина којом се синтетишу шећери у фази светлосно зависних реакција се повећава све док је не ограниче неки други фактори. Rubisco, ензим који хвата угљен-диоксид у светлосно зависним реакцијама, има афинитет за спајање угљен-диоксида као и кисеоника. Када је концентрација  велика, Rubisco ће фиксирати угљен-диоксид. Међутим, ако је његова концентрација ниска, Rubisco ће уместо  фиксирати кисеоник. Овај процес, назван фотореспирација, користити ускладиштену енергију, али се њом не производе шећери.
Активност Rubisco оксигеназе има низ недостатака за биљку из бројних разлога:
1. Један од производа активности оксигеназе је фосфогликолат (2 атома угљеника) уместо 3-фосфоглицерата (3 атома угљеника). Фосфогликолат се не може метаболисати путем Калвиновог циклуса и представља атом угљеника изгубљен у циклусу. Висока активност оксигеназе искориштава шећере који су неопходи за рециклирање рибулозе 5-бифосфата и даље за наставак Калвиновог циклуса.
2. Фосфогликолат се брзо метаболизује у гликолат који је отрован за биљке у високим концентрацијама; он инхибира процес фотосинтезе.
3. Скупљање гликолата је енергетски захтеван процес који искориштава путању гликолата, а само 75% угљеника се враћа у Калвинов циклус као 3-фосфоглицерат. Ове реакције такође производе амонијак који може лако да доведе биљку до губитка азота.

Врло поједностављена реакција је:
2 гликолат + ATP → 3-фосфоглицерат + угљен-диоксид + 
Путања сакупљања производа активности Rubisco оксигеназе је чешће позната под називом фотореспирација, јер је одликује трошење светлосно зависног кисеоника и испуштање угљен-диоксида.

## Откриће
Иако неки кораци код фотосинтезе ни данас нису у потпуности разјашњени, свеукупна фотосинтетска једначина је позната још од почетка 19. века.
Јан ван Хелмонт је почео са проучавање процеса средином 17. века када је пажљиво мерио масу земљишта које искористи биљка и масу биљке током раста. Након што је открио да се маса земљишта променила врло мало у односу на раст биљке, претпоставио је да је маса биљке повећана због воде, једине супстанце која је додавана засађеној биљци. Његова теза је била делимично тачна, јер је већи део масе заиста и добијен из воде, као и од угљен-диоксида. У сваком случају, ово је била значајна идеја која је показала да већина биомасе долази из улазних супстанци фотосинтезе, а не из самог земљишта.
Џозеф Пристли, хемичар и политичар, је открио појаву испуштања кисеоника, када је изоловао ваздух из биљке, коју је ставио у изврнут лонац, те у тај простор унео запаљену свећу. Пламен свеће је почео изузетно јако да гори због присуства кисеоника. Такође, открио је да ваздух, који је испустио изоловани миш (угљен-диоксид), може бити враћен у нормално стање уколико се у ту посуду унесе биљка.
Године 1778 Јан Ингенхауз, дворски физичар аустријског цара, је поновио Пристлијев експеримент, те је открио да је постојао утицај сунчеве светлости на биљку. Године 1796, Жан Сенабје, швајцарски свештеник, ботаничар и научник, показао је да зелене биљке употребљавају угљен-диоксид и испуштају кисеоник под утицајем сунчеве светлости. Брзо након тога, Никола Теодор де Сосјур је доказао да повећање масе биљке током раста не може бити искључиво од узимања угљен-диоксида без утицаја воде. Поред тога, начинио је прву основну реакцију која се одвија током фотосинтезе којом се производи храна (глукоза).
Корнелис ван Нил је дошао до кључних открића која су помогла да се објасни хемија фотосинтезе. Студирањем ружичастих сумпорних бактерија и зелених бактерија, он је био први научник који је показао да је фотосинтеза заправо редокс реакција зависна од светлости, при којој водоник редукује угљен-диоксид.
Роберт Емерсон је открио две светлосне реакције испитујући продуктивност биљке користећи различите таласне дужине светлости. Са самом црвеном светлошћу, светлосне реакције су биле онемогућене. Када је покушао да комбинује црвену и плаву светлост, резултат је био доста бољи. Тако је показао да постоје два фотосистема, један који апсорбује таласне дужине светлости до 600 , а други до 700 . Први је данас познат као PSII, а други као PSI. PSI садржи само хлорофил а, док PSII садржи углавном хлорофил а, уз велики део хлорофила б, између осталих пигмената.
Даљњи експерименти који су доказали да кисеоник настао током фотосинтезе у зеленим биљкама долази из воде, извео је Роберт Хил 1937. и 1939. године. Он је показао да изоловани хлоропласти такође отпуштају кисеоник у присуству неких неприродних редукционих супстанци попут гвожђа, оксалата, фероцијанида или бензохинона, након што се изложе светлости. Хилова реакција се може приказати овако:
2 H2O + 2 A + (svetlost, hloroplasti) → 2 AH2 + O2
гдје је А акцептор електрона. Даље, при излагању светлости, акцептор електрона се редукује, а ослобађа се кисеоник. , данас познат као пластохинон, је један од акцептора електрона.
Самуел Рубен и Мартин Камен су користили радиоактивне изотопе да одреде да је кисеоник ослобођен при фотосинтези заиста произведен из воде.
Мелвин Калвин и Ендру Бенсон, заједно са Џејмсом Басшамом, су објаснили путању асимилације угљеника (циклус фотосинтетичке редукције угљеника) у биљкама. Циклус редукције угљеника је познат и под називом Калвинов циклус, чији назив неоправдано занемарује допринос Басшама и Бенсона. Многи научници означавају циклус и као Калвин-Бенсонов циклус, Бенсон-Калвинов циклус, а неки чак и Калвин-Бенсон-Басшамов циклус (односно ЦББ циклус).
Нобеловац Рудолф А. Маркус је 1992. године добио Нобелову награду за хемију за допринос теорији реакција електронског трансфера у хемијским системима.